# Eiji Takemoto
Eiji Takemoto (竹本 英史?, Takemoto Eiji; Prefettura di Yamaguchi, 7 marzo 1973) è un doppiatore giapponese. Il suo nome viene spesso tradotto erroneamente come Hidefumi Takemoto (Takemoto Hidefumi). Il soprannome che gli è stato dato dai fan è Takepon. Eiji Takemoto lavora per la Aoni Production.

## Ruoli principali

### Anime
- Bleach (Iceringer)
- Bobobo-bo Bo-bobo (King Nosehair, Zeb Ziegler)
- Bomberman Jetters (Thunder Bomber)
- Darwin's Game (Banda-kun)
- Devichil (Zantaman)
- Digimon Savers (BanchouLeomon)
- Dragon Ball Kai (Kui)
- Dragon Ball Super (Bergamo, Nink)
- Eyeshield 21 (Jo Tetsuma, Daigo Ikari)
- Ginga Densetsu Weed (Kagetora)
- HeartCatch Pretty Cure! (Kumojacky)
- Hunter × Hunter (Uvogin)
- Jubei-chan: The Ninja Girl (Shimodaira Tappei)
- Kinnikuman (Warsman, Ataru Kinniku)
- Legendz (J1, Salamander)
- Les Misérables: Shōjo Cosette (Courfeyrac)
- One Piece (Roshio, Ohm, Doberman, Comir, Nin, Gentleman Hippo, Yorki, Motobaro, X Drake)
- That Time I Got Reincarnated as a Slime (Arnaud Baurman)
- The Prince of Tennis (Renji Yanagi, Kiichi Kuki)
- Saint Seiya (Harpy Valentine)
- Super Ladri (TK McCabe)
- Yu-Gi-Oh! Duel Monsters (Kogoro Daimon)
- Yu-Gi-Oh! Duel Monsters GX (Mei)

### Videogiochi
- Capcom vs. SNK 2 (Rock Howard)
- Dragon Ball Z: Budokai Tenkaichi 3 (Nam)
- Dragon Ball: Origins (Nam)
- Dragon Ball Z: Tenkaichi Tag Team (Kui)
- Dragon Ball: Raging Blast 2 (Kui)
- Dragon Ball Z: Ultimate Tenkaichi (Kui)
- Dragon Ball Legends (Bergamo)
- Dragon Ball Z: Kakarot (Nam, Kui)
- Dragon Ball: Sparking! Zero (Kui, Bergamo)
- Dragon Force PS2 remake (Wein of Highland)
- Fist of the North Star: Ken's Rage 2 (Rihaku, Jako)
- Fragile Dreams: Farewell Ruins of the Moon (Insegnante)
- Garou: Mark of the Wolves (Rock Howard)
- Hunter × Hunter: Altar of Dragon Vein (Kiriko)
- Il Professor Layton vs. Phoenix Wright: Ace Attorney (Miles Edgeworth)
- JoJo's Bizarre Adventure (Terence T. D'Arby)
- Metal Gear Solid: Portable Ops (Comandante)
- NeoGeo Battle Coliseum (Rock Howard)
- One Piece: Grand Battle! 3 (Ohm)
- One Piece: Burning Blood (X Drake)
- One Piece: Pirate Warriors 4 (X Drake)
- Phoenix Wright: Ace Attorney - Dual Destinies (Miles Edgeworth)
- Phoenix Wright: Ace Attorney - Spirit of Justice (Miles Edgeworth)
- Pop'n Tanks! (Hekkle)
- Project X Zone 2 (Miles Edgeworth)
- Samurai Warriors 2 (Ishida Mitsunari, Shibata Katsuie)
- Tales of Symphonia (Volt)
- Tales of Vesperia (Raven)
- The King of Fighters 2000 (Ramon)
- The King of Fighters 2001 (Ramon)
- The King of Fighters 2002 (Ramon)
- The King of Fighters Neowave (Ramon)
- The King of Fighters: Maximum Impact (Rock Howard)
- The King of Fighters XI (Ramon)
- KOF: Maximum Impact 2 (Rock Howard)
- The King of Fighters 2002: Unlimited Match (Ramon)